# Bacchisa discoidalis
Bacchisa discoidalis là một loài bọ cánh cứng trong họ Cerambycidae.